# Børkop
Børkop – miasto w Danii, w regionie Dania Południowa, w gminie Vejle.